# Rudbeckii flickskola
Rudbeckii flickskola även kallad Pigeskolan och Parthenagogium, har kallats Sveriges första flickskola. Den grundades av biskopen Johannes Rudbeckius i Västerås 1632. 

## Historia
Skolan grundades av biskopen i Västerås, Johannes Rudbeckius, som år 1623 också hade grundat Sveriges första gymnasium (för pojkar), Rudbeckianska gymnasiet. 1571 års kyrkoordning stadgade att även flickor borde få undervisning och lämnade ansvaret för deras skolgång på enskilda städers myndigheter.  Inga skolor grundades, men det finns enstaka exempel på flickor som gått i borgarskolor under 1600-talet. Rudbeckius ska ha ansett att det var lika viktigt för flickor att undervisas om sin framtida roll och få kunskap de kanske skulle få nytta av som det var för pojkar. 

### Verksamhet
Skolan ska ha varit liten till formatet. Skolan invigdes med ett tal över den bibliska Susannas uppfostran av sacellanen Herr Erik. Skolan var offentligt finansierad. Skolan stod under uppsikt av en skollärare med titeln parthenagogus, och dennes hustru, som också var lärare och hade titeln "läromoder i pigeskolan". 
Eleverna var ofta föräldralösa, eller små flickor ur andra nödställda fattiga omständigheter. Eleverna undervisades i läsning, skrivning, räkning och katekesen. De fick också praktisk undervisning i hushållsarbete och "kvinnoslöjder" som sömnad. Eleverna fick mat och "skötsel" av läromodern, som också var deras lärare i "kvinnoslöjder". Rudbeckius ska fortsatt ha ägnat stort personligt intresse åt denna skola. 
Det är inte känt när skolan upphörde, men den torde inte ha varat länge efter Rudbeckius död 1646, och nämns inte i fortsättningen.

### Betydelse
Det var länge Sveriges enda skola för flickor. Den uppskattas ha varit den enda skolan för flickor i Sverige under 1600-talet. Först hundra år senare, på 1730-talet, började mamsellskolor bildas i Sverige, men en skola som erbjöd seriös akademisk undervisning för flickor skulle dock inte grundas förrän med Brödraförsamlingens flickskola i Göteborg 1786.   
I Västerås grundades inte en ny flickskola förrän med Natalia Anderssons högre skola för Qvinlig ungdom 1858, och en ny allmän skola för flickor grundades inte förrän Hvasserska skolan 1866. 
Under 1800-talet förekom Rudbeckii flickskola i debatter om kvinnors utbildning, och Thyselius använde det som argument för allmänna statliga flickskolor.